# Myzus
Genre
Myzus est un genre d'insectes de l'ordre des hémiptères (les hémiptères sont caractérisés par leurs deux paires d'ailes dont l'une, en partie cornée, est transformée en hémiélytre) de la famille des Aphididae.

## Description
Ce genre est composé d’environ 64 espèces originaires d’Asie de l’Est. Ces 64 espèces se divisent en 4 sous-genres qui sont les suivants :
- Galiobium
- Myzus
- Nectarosiphon
- Sciamyzus

En France ces 4 sous-genres sont représentés. L’association avec les hôtes varie beaucoup selon les espèces. Certaines ne vont être associées qu’à une seule espèce hôte alors que d’autres peuvent être extrêmement polyphages et avoir plusieurs espèces voire familles d’hôtes secondaires. Les Prunus' spp. sont les hôtes primaires de la majorité des espèces. 
Le genre Myzus se caractérise par la présence de tubercules frontaux bien développés. Les antennes sont composées de 6 articles. Elles portent des rhinaries en général sur l’article III, mais il peut y en avoir sur les articles IV et V. Les ailés possèdent une plaque pouvant être plus ou moins étendue et à bords plus ou moins réguliers. Les cornicules peuvent être droites ou renflées selon les espèces. La cauda est souvent courte, digitée ou triangulaire.

## Liste des espèces
- Sous-genre Galiobium
  - Myzus galinarium
  - Myzus langei (Börner, 1933)
- Sous-genre Myzus Passerini, 1860
  - Myzus amygdalinus (Nevsky, 1928)
  - Myzus asamensis Takahashi, 1965
  - Myzus asiaticus (Szelegiewicz, 1969)
  - Myzus bercheminae Takahashi, 1938
  - Myzus biennis Sanborn, 1904
  - Myzus boehmeriae Takahashi, 1923
  - Myzus borealis Ossiannilsson, 1959
  - Myzus brevisiphon Basu, 1969
  - Myzus cerasi (Fabricius, 1775) - puceron noir du cerisier
  - Myzus compositae (Takahashi, 1965)
  - Myzus cornutus Medda & Chakrabarti, 1986
  - Myzus debregeasiae Noordam, 2004
  - Myzus duriatae Noordam, 2004
  - Myzus dycei Carver, 1961
  - Myzus erythraeae Mamontova, 1979
  - Myzus fataunae Shinji, 1924
  - Myzus filicis Basu, 1969
  - Myzus formosanus Takahashi, 1923
  - Myzus godetiae Shinji, 1917
  - Myzus hemerocallis Takahashi, 1921
  - Myzus indicus Basu & Raychaudhuri 1976
  - Myzus inuzakurae Shinji, 1930
  - Myzus isodonis (Takahashi, 1965)
  - Myzus japonensis Miyazaki, 1968
  - Myzus kalimpongensis (Gosh, Basu & Raychaudhuri, 1976)
  - Myzus kokusaki Shinji, 1935
  - Myzus komaumii Shinji, 1943
  - Myzus lefroyi Basu & Raychaudhuri, 1976
  - Myzus lythri (Schrank, 1801)
  - Myzus maculocorpus Basu & Raychaudhuri, 1976
  - Myzus manoji Basu & Raychaudhuri, 1976
  - Myzus meghalayensis Basu & Raychaudhuri, 1976
  - Myzus mumecola (Matsumura, 1917)
  - Myzus mushaensis Takahashi, 1931
  - Myzus negifoliae Shinji, 1932
  - Myzus obtusirostris David, Rajasingh & Narayanan 1971
  - Myzus oenotherae Williams, 1911
  - Myzus ornatus Laing, 1932
  - Myzus padellus Hille Ris Lambers & Rogerson, 1946
  - Myzus philadelphi Takahashi, 1965
  - Myzus pileae Takahashi, 1965
  - Myzus prunisuctus Zhang, 1980
  - Myzus sansho Shinji, 1941
  - Myzus siegesbeckiae Takahashi, 1965
  - Myzus siegesbeckicola Strand 1929
  - Myzus sorbi Bhattacharya & Chakrabarti 1982
  - Myzus varians Davidson, 1912 - puceron cigarier du pêcher
  - Myzus yangi Takahashi, 1938

- Sous-genre Nectarosiphon Schouteden, 1901 :
  - Myzus ajugae Schouteden, 1903
  - Myzus antirrhinii (Macchiati, 1883)
  - Myzus ascalonicus Doncaster, 1946 - puceron de l'échalote

Les auteurs n'étant pas tous d'accord sur le sous-genre de Myzus ascalonicus, ce dernier est placé dans le sous-genre Nectarosiphon et Sciamyzus dans cet article.
- - Myzus asteriae Shinji, 1941
  - Myzus beybienkoi (Narzikulov, 1957)
  - Myzus certus (Walker, 1849)
  - Myzus dianthicola Hille Ris Lambers, 1966
  - Myzus icelandicus Blackman, 1986
  - Myzus lactucicola Takahashi, 1934
  - Myzus ligustri (Mosley, 1841)
  - Myzus linariae Holman, 1965
  - Myzus myosotidis (Börner, 1950)
  - Myzus persicae (Sulzer, 1776) - puceron vert du pêcher
  - Myzus polaris Hille Ris Lambers, 1952
  - Myzus stellariae (Strand, 1929)
  - Myzus titschaki (Börner, 1942)

- Sous-genre Sciamyzus Stroyan, 1954
  - Myzus ascalonicus Doncaster, 1946
  - Myzus cymbalariae Stroyan, 1954